# Masacrul de la München
Masacrul de la München descrie atacul terorist asupra delegației sportive israeliene în timpul Jocurile Olimpice de vară din 1972 de la München, fosta Germanie de Vest.
În seara zilei de 4 septembrie, delegația israeliană a vizionat spectacolul „Scripcarul pe acoperiș” (care îl avea ca actor principal pe israelianul Shmuel Rodensky), după care s-au întors în Satul olimpic.
În zorii zilei următoare, la ora 4:30 când sportivii dormeau, 8 membri ai grupării teroriste palestiniene Septembrie Negru, îmbrăcați în treninguri negre și, purtând sacoșe pline cu armament - adus prin contrabandă în bagajul diplomatic bulgăresc - s-au cățărat peste gardul înalt de 2 metri și au intrat, cu ajutorul unor chei furate, în clădirea din Connolystraße nr. 31, unde erau cazați sportivii israelieni.
Yossef Gutfreund, un arbitru de lupte, a fost primul care i-a auzit pe teroriști încercând să intre în două apartamente de la etajul 1, unde erau cazați antrenorii și oficialii delegației. Când a deschis ușa și a văzut mascați înarmați, a strigat să-i avertizeze pe ceilalți din cameră. Antrenorul de haltere Tuvia Sokolovsky a spart un geam și a sărit afară. Antrenorul de lupte Moshe Weinberg i-a atacat pe teroriști, dar a fost împușcat în obraz, după care a fost amenințat să le arate unde erau și alți israelieni. Din apartamentul unde dormeau halterofilii și luptătorii, teroriștii au mai luat 6 ostateci și, când s-au reîntors înspre camera antrenorilor, Weinberg i-a atacat din nou pe teroriști, dând ocazie unui luptător, Gad Tsobari, să evadeze prin garajul subteran.

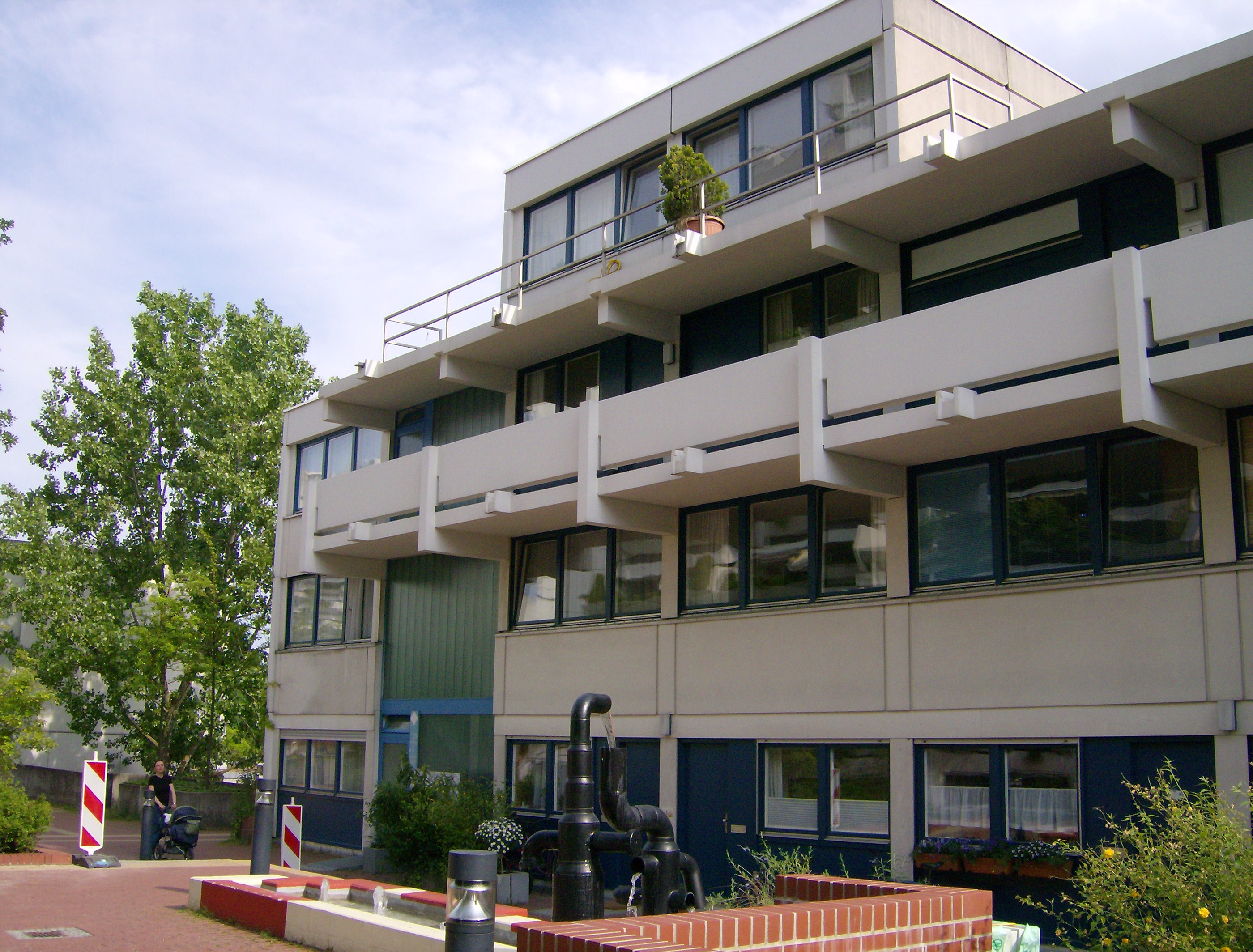
Clădirea din Satul olimpic unde au fost luați ostateci israelienii

Ca luptător antrenat, Weinberg l-a râpus cu mâinile goale pe unul dintre teroriști și l-a tăiat pe altul cu un cuțit, dar a fost apoi împușcat. Halterofilul Yossef Romano l-a atacat și rănit și el pe un terorist, dar a fost împușcat și el.
Gutfruend, cel mai mare dintre ostateci a fost legat de un scaun, iar ceilalți 8 ostateci au fost legați la mâini și glezne și puși să șadă câte 4 pe cele două paturi din camera lui Springer și Shapira. Ca avertisment pentru ceilalți ostateci, corpul neînsuflețit al lui Romano a fost lăsat să stea la picioarele unuia dintre paturi.
Dintre ceilalți membri ai delegației israeliene, unii reușiseră să se ascundă, iar Shaul Ladany, un atlet la proba de marș, a reușit să sară de pe balcon și să fugă prin grădina clădirii.
Rezultatul masacrului a fost moartea a 11 membri ai delegației sportive israeliene și a unui polițist vest-german. 5 din cei 8 teroriști din organizația palestiniană Septembrie Negru au fost și ei uciși de polițiști vest-germani în cadrul unei încercări eșuate de a-i elibera pe ostatecii israelieni.
Cei trei teroriști capturați au fost eliberați ulterior de autoritățile vest-germane pentru a recupera un avion Lufthansa capturat de teroriști palestinieni în octombrie 1972.
Ca replică la masacru, Israelul a efectuat două operațiuni: o infiltrare în Liban în 1973, operațiune cunoscută sub numele de „Primăvara tinereții” (ebraică: מבצע אביב נעורים) și operațiunea „Mânia lui Dumnezeu” (ebraică: מבצע זעם האל, Mivtza Za'am Ha'el), care se pare că a durat timp de mai mulți ani.

## Teroriștii
Teroriștii au fost ulterior identificați ca fiind: Lutif Afif (Isa), conducătorul grupului, Yusuf Nazal (Tony), Afif Ahmed Hamid (Paolo), Halid Jawad (Salah), Ahmed Cic Taha (Abu Hala), Mohamed Safady (Badran), Adnan Al-Gașey (Denawi) și vărul lui, Jamal Al-Gașey (Samir).
Afif, Nazal și încă unul din grup, lucraseră în Satul olimpic în diferite ipostaze, adunând informații pentru operațiune. Celialți membri ai grupului veniseră la München în zilele premergătoare atacului.
Au fost eliberați nevătămați de către teroriști toți membrii delegațiilor Uruguayului și a Hong Kong-ului, care erau găzduiți și ei în aceeași clădire cu israelienii,
Teroriștii au revendicat eliberarea și acces liber în Egipt a 234 de palestinieni și ne-arabi din închisori israeliene, și a doi teroriști germani ai RAF, Andreas Baader și Ulrike Meinhof, deținuți în Germania.
Israelul refuzat să negocieze cu teroriștii. Cancelarul Willy Brandt și ministrul de interne Hans-Dietrich Genscher au refuzat o ofertă a Israelului de a trimite un comando de agenți în Germania. Germanii spun că o astfel de ofertă din partea Israelului nu a existat.
Șeful poliției din München și ministrul de interne al Bavariei au fost negociatorii principali în timpul crizei. Magdi Gohary și Mohamad Kadif, ambii sfătuitori egipteni ai Ligii Arabe și A.D. Touny, un membru egiptean al Comitetului Olimpic Internațional, au încercat și ei să îi convingă pe teroriști să îi elibereze pe ostateci, dar aceștia au refuzat chiar și răscumpărarea cu sume nelimitate de bani și substituirea ostatecilor israelieni cu ostateci germani cu funcții înalte.
Un grup de polițiști de frontieră germani îmbrăcați în treninguri și înarmați cu puști-mitraliere au fost trimiși la Satul olimpic, dar erau insuficient pregătiți pentru un astfel de caz. Când teroriștii i-au văzut, au amenințat că vor ucide ostatecii dacă polițiștii nu se retrag, așa că polițiștii s-au retras și au părăsit terenul.
În timpul crizei, negociatorii au cerut să vorbească direct cu ostatecii, ca să se convingă că mai erau în viață. Antrenorul de scrimă Andre Spitzer (care vorbea germana fluent) și Kehar Shorr, un membru mai în vârstă al delegației israeliene, au fost duși la o fereastră de la etajul doi timp de câteva minute cu negociatorii în timp ce teroriștii îi ținteau cu armele. Când Spitzer a încercat să răspundă la o întrebare, un terorist l-a lovit cu patul puștii și l-a retras de la geam.
Genscher și Walter Tröger, primarul Satului olimpic, au fost lăsați să intre timp de câteva minute în camera cu ostateci, unde au vorbit cu ei. Au observat că unii dintre ostateci fuseseră maltratați de teroriști, iar David Berger fusese împușcat în umăr.

## Relocarea laFürstenfeldbruck
La ora 6 PM, teroriștii au cerut să fie lăsați să plece cu ostatecii în Egipt. La ora 10:10 PM, un autobuz a transportat grupul spre două elicoptere care urma să îi ducă la baza NATO de la Fürstenfeldbruck.
Germanii îi convinseseră pe teroriști că Fürstenfeldbruck ar fi o soluție mai bună decât aeroportul Riem de lângă Munchen, unde teroriștii ceruseră inițial să fie duși. Motivul germanilor era că plănuiau să îi atace pe teroriști la Fürstenfeldbruck. Fusereră aleși cinci țintași de elită care erau sportivi la trasul la țintă în timpul sfârșiturilor de săptămână. Unul dintre ei a zis în timpul unei investigații germane ulterioare că el nu se considera țintaș de elită.
Un Boeing 727 a fost plasat pe pista de decolare cu 5-6 polițiști îmbrăcați ca membrii ai echipajului. Issa și Tony urmau să inspecteze avionul înainte de îmbarcarea grupului. Planul era ca cei doi teroriști să fi imobilizați în interiorul avionului, iar țintașii de elită să îi împuște pe restul teroriștilor lângă elicoptere.
Genscher și Tröger spuseseră că nu văzuseră decât 4-5 teroriști când vizitaseră ostatecii în cameră. Cu ocazia transferului ostatecilor din autobuz spre elicoptere, autoritățile germane și-au dat seama că de fapt aveau de a face cu 8 teroriști.

## Schimb de focuri
Elicopterele au aterizat cu puțin după ora 10:30 PM la Fürstenfeldbruck. 4 teroriști i-au ținut pe piloții elicopterelor ostateci, în timp ce Issa și Tony s-au dus în avion să-l inspecteze. Văzând că avionul este gol și crezând că fuseseră prinși într-o cursă, au început să fugă înapoi înspre elicoptere. Unul dintre țintași a încercat să îl împuște pe Issa, dar, deoarece era întuneric, l-a împușcat din greșeală pe Tony în picior. Atunci a fost dat ordin și celorlalți țintași să deschidă focul. Doi dintre teroriștii care îi păzeau pe piloții de elicoptere au fost uciși, iar un polițist german, Anton Fliegerbauer, care se afla în turnul de control, a fost și el împușcat în schimbul de focuri. Piloții de elicoptere au fugit, dar ostatecii care erau legați în elicoptere nu au avut nici o șansă. Unii dintre ei încercaseră să își desfacă legăturile cu ajutorul dinților.

## Moartea ostatecilor
Germanii, care nu pregătiseră transportoare autoblindate pentru operațiune, au cerut să vină asfel de vehicule la aeroport, dar din cauza ambuteiajului acestea au ajuns la aeroport doar spre mijlocul nopții. Când teroriștii le-au văzut au început să îi împuște pe ostatetici.
Issa a fugit pe pista de decolare trăgând în polițiști, care l-au omorât. Khalid Jawad a încercat să fugă dar a fost omorât și el.
Trei teroriști care au supraviețuit stăteau culcați la pământ, doi făcându-se că sunt morți, și au fost arestați. Tony a reușit să fugă, dar a fost găsit cu ajutorul câinilor de poliție  după 40 de minute și a murit într-un schimb de focuri cu poliția.

## Efectul asupra Jocurilor olimpice
Competițiile au fost suspendate și pe data de 6 septembrie s-a ținut o pomenire cu 80.000 de participanți și 3.000 de sportivi.
Willy Daume, președintele comitetului organizatoric german, a dorit să oprească Jocurile, dar Avery Brundage, președintele Comitetului Olimpic Internațional, a ținut să fie continuate. Brundage stated "The games must go on, and we must... and we must continue our efforts to keep them clean, pure and honest." Guvernul israelian și șeful delegației israeliene au  susținut și ei continuarea Jocurilor.
Pe 6 septembrie, după pomenire, ceilalți membri ai delegației israeliene s-au întors acasă. Delegația egipteană s-au întors acasă pe 7 septembrie, spunând că le e frică de vreo răzbunare. Și membri ai altor delegații s-au întors acasă, de exemplu delegațiile Filipinelor și ale Algeriei, și unii membri ai delegațiilor Olandei și a Norvegiei.

## Urmarea
Golda Meir, prim-ministrul Israelului, a apelat la celelalte țări să condamne actele criminale care au fost comise. Regele Hussein al Iordaniei a fost singurul lider arab care a criticat public masacrul, a spus că a fost „o crimă barbară împotriva civilizației... comisă de niște minți bolnave”.
Cadavrele celor cinci teroriști au fost duse în Libia, unde au fost înmormântate cu onoruri militare.
Pe data de 9 septembrie, avioane de bombardament israeliene au atacat baze de instrucție militară palestiniene în Siria și Liban.
Pe data de 29 octombrie, un avion al companiei aeriene germane Lufthansa a fost deturnat, teroriștii cerând eliberarea celor trei teroriști palestinieni arestați în Germania. Doi dintre ei, Safady și the Al-Gasheys, au fost eliberați imediat, și au fost primiți ca niște eroi în Libia.

## „Primăvara tinereții” și „Mânia lui Dumnezeu”
Golda Meir și Comitetul pentru apărare israelian au autorizat serviciul secret israelian Mossad să efectueze operațiuni de găsire și pedepsire a celor responsabili pentru masacru. În aceste eforturi posibil că Mossadul a fost ajutat de către agenți ai serviciului din Europa.
Pe data de 9 aprilie 1973, Mossadul și forțe ale Ministerului israelian al apărării au lansat operațiunea „Primăvara tinereții”, în care au infiltrat o unitate de comando în Beirut și au ucis trei lideri palestinieni, au detonat sediul PFLP și o fabrică de explozive al organizației al-Fatah. Au fost atacate bazele din Liban ale Organizației de Eliberare a Palestinei.
Operațiunea Mânia lui Dumnezeu a continuat până la data acordului de la Oslo dintre israelieni și palestinieni din 1993. Operațiunea a avut ca scop eliminarea conducerii organizațiilor Septembrie Negru și a celei de Eliberare a Palestinei. Pe parcursul a 20 de ani, Mossad-ul i-a urmărit, identificat și lichidat pe toți cei implicați în masacru. Buchetele de flori trimise de Mossad drept condoleanțe familiilor sportivilor asasinați aveau atașate cartonașe pe care scria „Noi nu uităm și nu iertăm”.
Este neclar dacă Mohammed Safady și Adnan Al-Gashey mai sunt încă în viață, dacă au murit o moarte naturală sau dacă au fost omorâți de Mossad.

## Cei morți
1. Împușcați în Satul olimpic:
  1. Moshe Weinberg (antrenor de lupte)
  2. Yossef Romano (halterofil)
2. Împușcați sau omorâți de grenade în elicopter: 
  1. Ze'ev Friedman (halterofil)
  2. David Berger (halterofil)
  3. Yakov Springer (arbitru haltere)
  4. Eliezer Halfin (luptător)
  5. Yossef Gutfreund (arbitru lupte)
  6. Kehat Shorr (antrenor)
  7. Mark Slavin (luptător)
  8. Andre Spitzer (antrenor scrimă)
  9. Amitzur Shapira (antrenor atletism)
3. Împușcat în turnul de control:
  1. Anton Fliegerbauer (polițist german)
4. Teroriști împușcați de polițiști germani: 
  1. Lutif Afif (alias Isa)
  2. Yusuf Nazal (Tony)
  3. Afif Ahmed Hamid (Paolo)
  4. Halid Jawad (Salah)
  5. Ahmed Șic Taha (Abu Halla)

## In Memoriam
La deschiderea Jocurilor Olimpice de la Tokio din anul 2021, CIO a decis păstrarea unui moment de reculegere în amintirea acestei crime.
La comemorare au fost invitate soțiile a doi sportivi israelieni asasinați, Andre Spitzer (antrenor scrimă) și Yossef Romano (halterofil).